# Walther Lohmeyer
Walther Lohmeyer (* 27. April 1890 in Stuttgart; † 9. Mai
1951 in Ascona (Schweiz)) war ein deutsch-schweizerischer Verleger und Schriftsteller.

## Leben
Walther Lohmeyer wurde am 27. April 1890 als Friedrich Wilhelm Walther Lohmeyer als einziges Kind des Verlagsbuchhändlers Friedrich Lohmeyer (* 1863) und der Luise Lohmeyer-Wunderlich in Stuttgart geboren. 1908 schloss er das Gymnasium ab und studierte in Tübingen, Berlin und Heidelberg Literaturgeschichte, Staatswissenschaften und Philosophie. Seine Studien schloss er 1912 mit einer Dissertation mit dem Titel „Die Massenszenen im älteren Deutschen Drama“ bei Max von Waldberg in Heidelberg ab.
Am 6. Februar 1916 siedelte Lohmeyer von Stuttgart nach Zürich über, wo er als Journalist arbeitete. Im Januar 1916 wurde er probeweise im Verlag Huber & Co. in Frauenfeld angestellt, wo er bis zum 31. August 1918 blieb und unter anderem Werke von Robert Walser und Paul Ilg verlegte.
1918 arbeitete er für die Basler National-Zeitung. Lohmeyer war 1919 Mitgründer des Rhein-Verlages; er wirkte zusammen mit seinem Vater als Geschäftsführer dieses Verlages. In seiner dortigen Tätigkeit war er unter anderem für Übersetzungen von James Joyce verantwortlich. 1929 schieden er und sein Vater aus dem Verlag aus.
Von 1931 bis 1935 wirkte Lohmeyer als Redaktor der Monatszeitschrift für gesunde Lebensgestaltung. Er zog 1934 zuerst nach Zug und am 3. Mai 1937 nach Zürich in die Wohnung seines Vaters.
1935 erschien das Buch „Das stumme Deutschland redet : Gespräche mit Deutschen von W.“, das sehr wahrscheinlich von Walther Lohmeyer verfasst wurde und den Nationalsozialismus kritisierte.
Ab 1934 war Lohmeyer als freier Journalist tätig, unter anderem für den Bund und die katholische Neue Zürcher Nachrichten. Er verfasste in seinem Leben über 20 Bücher und unzählige Zeitungsartikel.
Lohmeyer verstarb am 9. Mai 1951 unerwartet in Ascona an einem Schlaganfall.

## Referenzen
- André Salathé: «Man muss nicht hinter alle Geheimnisse kommen wollen.» Robert und Karl Walsers Briefwechsel mit dem Verlag Huber Frauenfeld (1916–1922) samt einer Biografie von Verleger Walther Lohmeyer (1890–1951) / André Salathé. Historischer Verein d. Kantons Thurgau, Frauenfeld 2013

| Personendaten    | Personendaten                       |
| ---------------- | ----------------------------------- |
| NAME             | Lohmeyer, Walther                   |
| ALTERNATIVNAMEN  | Lohmeyer, Friedrich Wilhelm Walther |
| KURZBESCHREIBUNG | deutsch-schweizerischer Verleger    |
| GEBURTSDATUM     | 27. April 1890                      |
| GEBURTSORT       | Stuttgart                           |
| STERBEDATUM      | 9. Mai 1951                         |
| STERBEORT        | Ascona                              |